# Feuerstahl (Heraldik)

Feuerstahl

Alternative Darstellung im Wappen von Linx

Der Feuerstahl ist eine seltene gemeine Figur in der Heraldik. In Wappenbeschreibungen wird der Feuerstahl auch Feuereisen oder Schurfeisen genannt. Nachgewiesen ist der Begriff Feuerstahl in der Heraldik aber auch als Bezeichnung für den Mond.
In der Heraldik haben sich zwei Darstellungsformen des Feuerstahls etabliert: Die erste ähnelt einer schräggelegten Krone, die zweite einem spitzovalen Umriss mit oder ohne einen Querstreifen.
Nachgewiesen ist der Feuerstahl bereits im Ordenszeichen des Goldenen Vlieses des österreichischen Ordens und ebenso im gleichnamigen spanischen Orden. Der Ordenswahlspruch „Ante ferit quam flamma micat“ (er trifft bevor der Funke sprüht) nimmt Bezug auf den Feuerstahl. Verschiedene Deutungen, wie beispielsweise ein Werkzeug zum Pferdehufbeschneiden, sind nicht belegbar.
Ein Beispiel für ein redendes Wappen ist das Wappen des Geschlechts Fürstein oder Feurstein und Feuerstein, das im Oberwappen einen von einer Gämse gehaltenen Feuerstahl zeigt. Ebenfalls redend ist das Schurfeisen im Wappen des Tiroler Adelsgeschlechts der Schurff.

## Beispiele

Altes Wappen von Kauhava (Finnland)
Wappen von Alastaro (Finnland)
Wappen von Porvoo (Finnland)
Wappen von Jarville-la-Malgrange (Frankreich)
Wappen von Lavau (Frankreich)
Wappen von Clerval (Frankreich)
Wappen von Voiteur (Frankreich)
Wappen Serbiens